# UFC Fight Night: Saint Preux vs. Okami
UFC Fight Night: Saint Preux vs. Okami var en MMA-gala som arrangerades av Ultimate Fighting Championship och ägde rum 23 september 2017 i Saitama i Japan.